# Apollophanes aztecanus
Apollophanes aztecanus är en spindelart som beskrevs av Charles Denton Dondale och James H. Redner 1975. Apollophanes aztecanus ingår i släktet Apollophanes och familjen snabblöparspindlar. Inga underarter finns listade i Catalogue of Life.